# Schefflera lilacina
Schefflera lilacina är en araliaväxtart som beskrevs av José Cuatrecasas. Schefflera lilacina ingår i släktet Schefflera och familjen araliaväxter.
Artens utbredningsområde är Colombia. Inga underarter finns listade.